# Tout s'explique
Tout s'explique est une émission télévisée de vulgarisation diffusée sur RTL-TVI. Créée en 2000, elle est présentée jusqu'en septembre 2011 par Luc Gilson, puis par Thomas Van Hamme jusqu’en 2018 puis par Maria del Rio. Ce magazine d'une vingtaine de minutes tente d'expliquer de manière simple différents sujets, qu'ils soient d'actualités, technologiques, scientifiques, politiques, religieux, culinaires, etc.

## Présentation